# El Ecijano
Juan Jiménez Ripoll dit « El Ecijano », né à Écija (Espagne, province de Séville) le 24 juin 1858, mort à Durango (Mexique, État de Durango) le 5 février 1899, était un matador espagnol.

## Présentation
Il se présente comme novillero à Madrid le 1er août 1886. Il prend l’alternative à Madrid (Espagne) le 22 mai 1890, avec comme parrain « Guerrita » face à des taureaux de la ganadería de Torres Díaz de la Cortina. Ayant des difficultés à trouver des engagements en Espagne, il part ensuite en Amérique latine.
Le 16 octobre 1898, il est gravement blessé dans les arènes de Guadalajara (Mexique, État de Jalisco). Les médecins lui conseillent alors de cesser de toréer durant plusieurs mois, mais il ignore ces conseils. Le 5 février 1899, au cours d’une corrida dans les arènes de Durango, il meurt soudainement victime d’une péritonite, conséquence du coup de corne de Guadalajara.